# Всесвітній день телекомунікацій та інформаційного суспільства
Всесвітній день телекомунікацій та інформаційного суспільства (англ. World Telecommunication and Information Society Day)

## Історія
Всесвітній день телекомунікацій
Святкувався щорічно 17 травня з 1969 на відзнаку заснування Міжнародного телекомунікаційного союзу і підписання Першої міжнародної телеграфної конвенції в 1865.
Всесвітній день інформаційного суспільства
В листопаді 2005 Всесвітній саміт з питань інформаційного суспільства (ВСІС) закликав Генеральну Асамблею ООН проголосити 17 травня Всесвітнім днем інформаційного суспільства, щоб наголосити на важливості інформаційно-комунікаційних технологій і широкого кола питань інформаційного суспільства, піднятих ВСІС. Генеральна асомблея в березні 2006 прийняла резолюцію (A/RES/60/252) яка визначила, що Всесвітній день інформаційного суспільства буде святкуватися щорічно 17 травня.
Всесвітній день телекомунікацій та інформаційного суспільства
В листопаді 2006 Повноважна конференція Міжнародного телекомунікаційного союзу в Анталії, Туреччина, вирішила святкувати обидва свята 17 травня як Всесвітній день телекомунікацій та інформаційного суспільства.

## Щорічні теми свята
- 2024: Цифрові інновації для сталого розвитку (англ. Digital Innovation for Sustainable Development)
- 2023: Розширення можливостей найменш розвинених країн за допомогою інформаційно-комунікаційних технологій (англ. Empowering the least developed countries through information and communication technologies)
- 2022: Цифрові технології для літніх людей і здорове старіння (англ. Digital technologies for Older Persons and Healthy Ageing)
- 2021: Прискорення цифрової трансформації в складні часи (англ. Accelerating Digital Transformation in challenging times)
- 2020: Підключіться до 2030: ІКТ для цілей сталого розвитку (ЦСР) (англ. Connect 2030: ICTs for the Sustainable Development Goals (SDGs))[2]
- 2019: Подолання розриву стандартизації (англ. Bridging the standardization gap)[3]
- 2018: Забезпечити корисне використання штучного інтелекту для всіх (англ. Enabling the positive use of Artificial Intelligence for All) [4]
- 2017: Великі дані для великого впливу (англ. Big Data for Big Impact)[5]
- 2016: ІКТ підприємництво в інтересах соціального впливу (англ. ICT entrepreneurship for social impact)[6]
- 2015: Телекомунікації та ІКТ: рушії інновацій  (англ. Telecommunications and ICTs: Drivers of innovation)[7]
- 2014: Широкосмуговий зв'язок для сталого розвитку  (англ. Broadband for Sustainable Development)[8]
- 2013: ІКТ та підвищення безпеки дорожнього руху  (англ. ICTs and improving road safety)[9]
- 2012: Жінки та дівчатка в ІКТ  (англ. Women and Girls in ICT)[10]
- 2011: Покращення життя в сільських громадах з ІКТ  (англ. Better life in rural communities with ICTs)
- 2010: Краще місто, краще життя з ІКТ  (англ. Better city, better life with ICTs)
- 2009: Захист дітей у кіберпросторі  (англ. Protecting children in cyberspace)
- 2008: Підключення людей з обмеженими можливостями: можливості ІКТ для всіх  (англ. Connecting Persons with Disabilities: ICT Opportunities for All)
- 2007: Підключення молоді: можливості ІКТ  (англ. Connecting the Young: the opportunities of ICT)[11]
- 2006: Перший Всесвітній день інформаційного суспільства (англ. First World Information Society Day)[12]